# Siphosturmia phyciodis
Siphosturmia phyciodis là một loài ruồi trong họ Tachinidae.